# Schroevendraaier

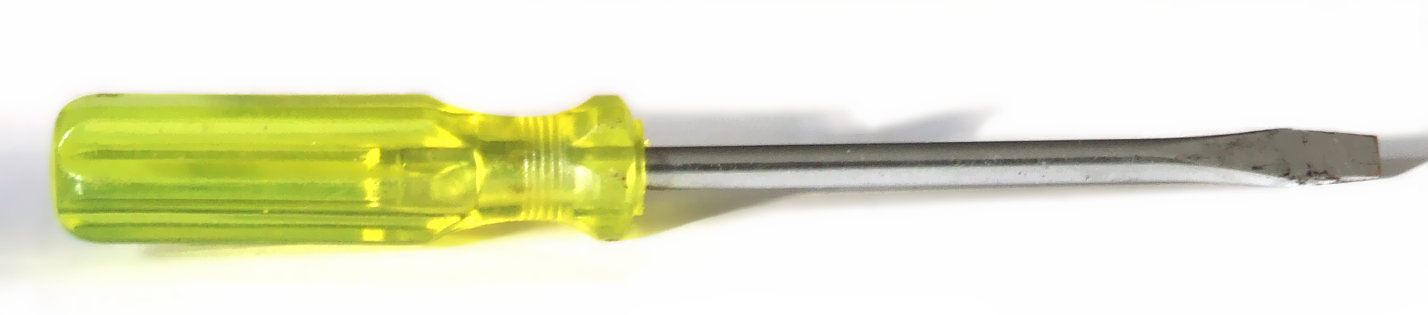
Een eenvoudige schroevendraaier

Een schroevendraaier is een stuk gereedschap waarmee schroeven worden aangebracht en verwijderd. Hij bestaat uit een handvat met een metalen steel die in de kop van een schroef of een bout past. 
Goede schroevendraaiers zijn vervaardigd van speciale staalsoorten. Bij een juiste toepassing zijn ze praktisch onbreekbaar. Het heft van een schroevendraaier wordt meestal gemaakt van een slagvaste, onbreekbare kunststof. Soms vervaardigt men het heft nog van een taaie houtsoort. Er zijn ook schroevendraaiers waarvan de steel geheel door het handvat loopt en uitkomt bij de achterkant. Dit is een beitelschroevendraaier. Vaste schroeven kunnen gelost worden door met een hamer op een metalen dop achter te slaan. 
In plaats van schroevendraaiers worden ook wel losse schroefbits in een schroefboormachine gebruikt. Deze zeskantige stiftjes zijn er in velerlei vormen en lengten. Zo zijn er kruis- of ster-, platte voor sleuf, zeskantige maar ook vierkante en andere vormen, bij elkaar tientallen verschillende vormen. Variërend in lengte van enkele centimeters tot meer dan 10 centimeter. De bits worden in een – meestal magnetische – houder geplaatst die vervolgens in de schroef- dan wel boormachine wordt geklemd. Toch gebruikt men niet voor alle schroeven een schroefboormachine. Horlogemakers en instrumentmakers gebruiken voor het fijne werk speciale kleine schroevendraaiers.
Doorgaans worden schroeven rechtsom vastgedraaid en linksom los. 
Veelgebruikte types schroevendraaiers:
- sleufkopschroevendraaier (plat)
- phillipsschroevendraaier PH  (kruiskop zonder verdere markering)
- pozidrivschroevendraaier PZ  (kruiskop met extra sterretje)
- buitenzeskant
- inbus
- torx - wordt steeds meer toegepast ten opzichte van de kruiskop
- Tri-Wing (TW)
- Xeno - SL/PZ, combinatie van sleuf en Pozidriv

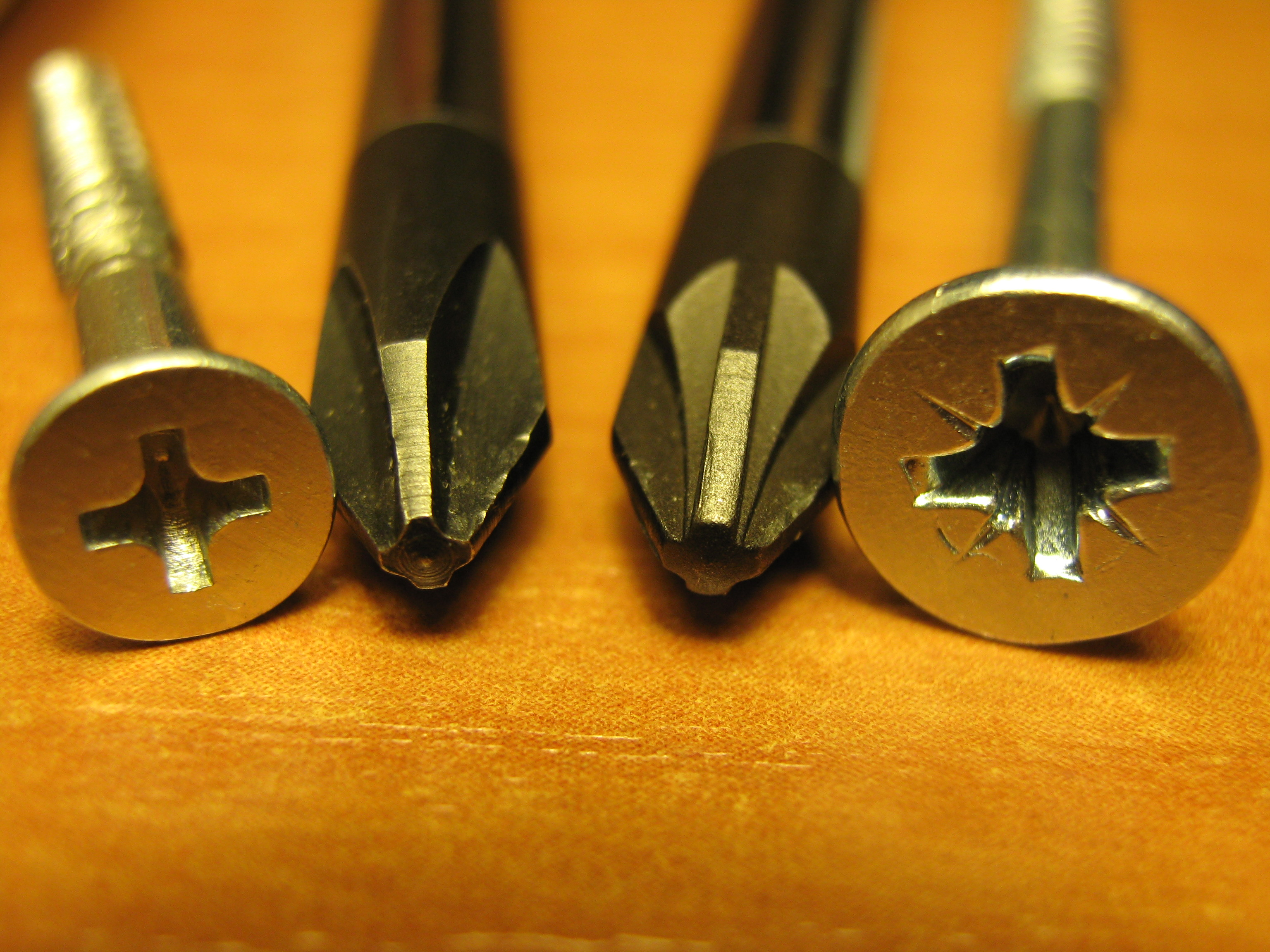
Links de phillips kruiskop en rechts de Pozidriv-schroef en bit

Phillips en pozodriv lijken op elkaar en worden daardoor weleens verwisseld. De Pozidriv heeft vier extra ribben ten opzichte van de Phillips-uitvoering. Alleen een goede passing is er indien de juiste combinatie schroevendraaier/schroef wordt toegepast. Bij gebruik van het juiste Pozidriv-schroefbit of -schroevendraaier zal de schroef ook bij horizontaal houden van de schroef in de schroevendraaier of bit blijven zitten. 
Sommige fabrikanten gebruiken afwijkende schroeven om te verhinderen dat de gebruiker een apparaat openschroeft.
De grootte van schroevendraaier en schroef dienen bij elkaar te passen om beschadiging bij schroevendraaier of schroef te voorkomen. Bij sommige types (buitenzeskant, inbus, torx) wordt dat afgedwongen: de verkeerde maat past niet.
Voor werk aan elektrische installaties bestaan er geïsoleerde schroevendraaiers, met isolatiemateriaal om de steel. Een kleine sleufschroevendraaier heet fittingschroevendraaier en is geschikt voor lampfittingen en kroonsteentjes. Vaak is bij zo'n schroevendraaier een lampje ingebouwd om te testen of er spanning op de draad staat. Zo'n schroevendraaier heet een spanningzoeker.